# El caballero del jubón amarillo
El caballero del jubón amarillo es una novela escrita por el escritor español Arturo Pérez-Reverte. Es la quinta entrega de la colección Las aventuras del capitán Alatriste y fue publicada en el 2003.
 El Capitán Alatriste debido a una fuerte relación amorosa con una comedianta, María de Castro, se verá metido en una emboscada en la que Gualterio Malatesta, Luis de Alquézar, Angélica de Alquézar y Fray Emilio Bocanegra intentan asesinar al monarca Felipe IV.
El título hace referencia al hecho de que, cuando el rey salía por la noche de incógnito para encontrarse con sus amantes, iba totalmente embozado y solo se le podía reconocer por el jubón amarillo, que era lo único llamativo que portaba. Pero el escritor indica con ello que el caballero al que tendieron celada en este episodio fue a un doble del Habsburgo actuando de señuelo para las aventuras mal planeadas y desaguisadas de su señor, y usando de jubón amarillo que era a la sazón el uniforme de la guardia y soldadesca imperial de los Austrias. Veladamente alude que, a quienes así dio muerte en tales lances de opereta, pero que en el escenario internacional fueron a los muchos que por la gloria de los Habsburgo dieron sus vidas en lugar de ellos, heroica pero fútilmente.
La historia principal se desarrolla a lo largo de 11 capítulos y un epílogo. Puede dividirse en tres partes: presentación, nudo y desenlace.
- Presentación: la presentación está formada por los capítulos I, II y III, en los que se expone la supuesta disputa del rey y Alatriste por la actriz María de Castro. Se nos informa también sobre el espacio y el tiempo, además de mostrar algunas de las historias del pasado de Alatriste que nos ayudan a conocer a los personajes.

- Nudo: el nudo empieza con la batalla entre Alatriste y Guadalmedina, en el capítulo IV, y termina en el capítulo X, cuando Íñigo parte a la Fresneda en busca de su tutor y de su rey.

- Desenlace: el desenlace está formado por el capítulo XI y el epílogo, en el que Alatriste e Íñigo derrotan a Malatesta y consiguen salvar al rey, quien les muestra sus respetos.

Además de la historia principal está la pequeña historia de Lopito de Vega, hijo de Lope de Vega, en la que este se casa con su novia, a pesar de la negativa del tío de ella. La presentación de esta historia se sitúa en los capítulos I, II y III, en los que se conoce la figura de Lopito y su problema, el nudo en la mitad del tema V donde se plantea el “asalto” a la casa de su novia y el desenlace al final del tema V, cuando se llevan a la joven y se casan.

## Estructura
El libro está organizado en once capítulos en los que transcurre la historia de la novela, más un epílogo en el que se da finalizada la acción.

### Cap I. El corral de la cruz
Este es el lugar donde se estrena la obra de Tirso de Molina "La huerta de Juan Fernández", en la que la actúa la actriz María de Castro, amante de Alatriste. Introducido como el hecho con el que comienza la aventura. También Alatriste tiene al principio un duelo con un joven del que no se sabe el nombre, del que posteriormente se tendrán más noticias.

### Cap II. La casa de la calle Francos
En esta casa vive Lope de Vega. Don Francisco de Quevedo, amigo de Alatriste e Íñigo, debe ir allí para transmitirle ciertos encargos que le habían hecho en palacio. Quevedo tiene influencias reales y el conde-duque de Olivares le pide personalmente que estrene una obra de teatro en palacio para su majestad. En la casa de Lope de Vega, Alatriste se encuentra con el joven del primer capítulo, que resulta ser Lopito de Vega. Tras firmar las paces los dos espadachines, hay una charla entre todos los invitados, que sirve de introducción a los aspectos socioculturales de la época. También hay un intento de asesinato por parte de dos espadachines hacia Alatriste, del que sale victorioso, aunque sin saber la causa. El capítulo termina en la casa de María de Castro, donde Alatriste pasa la noche.

### Cap III. El Alcázar de los Austrias
Quevedo va al alcázar real para hablar con la reina, e Íñigo le acompaña, ya que tiene la ilusión de ver a su amor platónico: Angélica de Alquézar. Consigue quedar con ella para esa misma noche. Por otra parte, Alatriste recibe la noticia de que el rey pretende a Castro y que debe dejar de verla. Al final del capítulo se encuentran con Lopito, quien les explica que “persigue” a una mujer, pero que el tío de ella no le deja casarse. Así comienza una historia secundaria, de Lopito de Vega.

### Cap IV. La calle de los peligros
Todo este capítulo tiene lugar de noche, en la calle de la que recibe el nombre, que es donde vive la actriz María de Castro. Angélica lleva a Íñigo hasta un lugar en el que deben ver un suceso. Para el asombro del joven, aparece Alatriste, que lucha contra Guadalmedina, ya que está acompañando al rey y no debe dejar subir a nadie a casa de la actriz.

### Cap V. El vino de Esquivias
Quevedo e Íñigo vuelven a donde la reina, pero esta vez a los jardines de la casa de campo. Angélica vuelve a hablar con el joven y le dice que próximamente repetirán una escapada nocturna. Alatriste busca a Guadalmedina para pedirle perdón, pero este le da la espalda. Recibe una nota de la actriz diciendo que no quiere volver a verlo y Alatriste se emborracha con el vino de Esquivias. El capítulo termina con la lucha entre Alatriste y un desconocido, al que mata para olvidarse de sus problemas, a modo de alivio. También termina la historieta de Lopito, en la que se llevan a la joven enamorada de noche y se casan, tras crear una pelea con su tío, al que Alatriste tenía un gran desprecio.

### Cap VI. A rey muerto, rey puesto
“Otra vez necesito escolta”. Este mensaje recibe Balboa de su amor, a la que acompaña en otra escapada nocturna, esta vez a las Minillas, en las afueras. Alatriste recibe otra nota de la actriz, en la que le dice de quedar en las Minillas también, para contarle lo sucedido y despedirse de él. Cuando Alatriste está en el lugar de encuentro, aparece el rey. Íñigo, que estaba viendo todo a lo lejos, corre hasta su tutor, en el momento en el que aparece Malatesta junto a seis esbirros para matar a los tres engañados. 
Muerto el rey, dejan a los protagonistas vivos para que la guardia les coja como asesinos. Balboa consigue escapar, pero no el Capitán, al que apresan y meten en una caravana. En el camino a la cárcel, nuestro protagonista es custodiado por Guadalmedina y por el jefe de la guardia, Martín Saldaña, que es amigo suyo. Alatriste intenta contar lo sucedido, pero no le hacen caso, ya que desconoce la causa del intento de asesinato del rey y por qué querían cargárselo a él. Aunque sus amigos le dicen que el muerto no es realmente el rey, sino un doble, puesto que se temían algo por el estilo, el Capitán se da cuenta de que no se iba a poder librar de la cárcel, y por ello decide montar una revuelta en la que sus dos opresores y amigos salen heridos. Alatriste consigue huir tras matar a dos guardias y al llegar a Madrid llevado por la corriente de un río, afortunadamente se encuentra con un amigo suyo, Bartolo Cagafuego, quien consigue esconderle en una taberna de mala muerte en los barrios bajos.

### Cap VII. La posada del aguilucho
Este es el nombre que recibe la taberna donde se esconde Alatriste. En este capítulo Quevedo trata de hablar con Guadalmedina para aclarar las cosas, pero éste también se niega, ya que ahora hay muertos de por medio y nadie puede salvar a Alatriste. Sin embargo, éste no deja de intentarlo y pide una audiencia al conde-duque de Olivares, en quien el rey había dejado la mayoría de los asuntos del Estado. Íñigo hace una visita a Alatriste, en la que le cuenta por qué estaba en las Minillas la noche anterior y también su amor hacia Angélica. Tras esa conversación, el joven toma la iniciativa de ir a hablar personalmente con Guadalmedina para explicarle todo lo sucedido, diciéndole que él también estuvo. Por otra parte, Alatriste deja la taberna para ir a buscar a Malatesta, del que sabía dónde vivía debido a lo acaecido en la segunda entrega de la colección Alatriste.

### Cap VIII. Sobre asesinos y libros
El Capitán le tiende una trampa y habla con su enemigo (anecdóticamente habla sobre libros con él, ya que posee Política de Dios, gobierno de Cristo, de Quevedo) y enterarse de las causas del intento de asesinato del rey, pero luego Malatesta se le escapa. Tras la conversación de Íñigo con Guadalmedina, consigue que le atiendan a su tutor en El Escorial. Cuando éste se dirige hacia allí, aparece Saldaña, que no acepta que su amigo le golpease en la caravana, pidiéndole un reto. La batalla se resuelve a favor de Alatriste, que ayuda sin rencor a su amigo herido antes de partir al Escorial.

### Cap IX. La espada y la daga
Ya en El Escorial, Quevedo habla con la reina sobre su obra “La espada y la daga”, e Íñigo conversa con la persona más poderosa de España, el conde-duque de Olivares, mientras esperan a Alatriste. Pero éste es atrapado por cuatro esbirros. En este capítulo, el marido de María de Castro se muestra impasible cuando su mujer pone excusas para irse esa noche con el rey, aunque termina emborrachándose. Íñigo acaba junto a Angélica en su habitación.

### Cap X. El cebo y la trampa
Alatriste despierta atado y junto a él están Malatesta y Bocanegra, quienes le explican su malicioso plan de que mataran al rey y le dejaran a él como autor del asesinato. Por otra parte, Íñigo, que se encontraba con Angélica, reacciona a medianoche debido a la tardanza de su tutor y trata de irse, pero la joven menina, viéndose ofendida, le apuñala por la espalda. Cuando Balboa se despierta después de desmayarse del dolor, se encuentra en la misma habitación, vendado, y al volver Angélica, le golpea y huye, con la fortuna de enterarse de lo sucedido con Alatriste, ya que el tío de Angélica, uno de sus enemigos, duerme junto a la habitación de la joven. El rey iba a ser asesinado mientras partía de caza por el monte, y Alatriste iba a estar allí. Trata de avisar a Quevedo y a Guadalmedina, pero no lo consigue, y cuando parecía todo perdido se encuentra con el marido de la actriz, que aunque está borracho, le ayuda en su tarea acompañándole hasta La Fresneda, donde se halla el rey.

### Cap XI. La partida de caza
En este capítulo termina la historia, en la que Alatriste se libera y junto a Íñigo y el marido de Castro consiguen salvar al rey.

### Epílogo
El libro termina con el rey dándole las gracias a Alatriste, y Guadalmedina ya no le tiene rencor, pidiéndole disculpas. Sin embargo, Alatriste no podrá fardar de esta historia en el futuro.

### Poemas
Tras la historia hay tres breves poemas, algunos fragmentos son citados a lo largo en la obra.

### Aprobación de impresión
Para finalizar hay escrita una carta de aprobación de impresión. Está realizada como si nos encontrásemos en una época en la que censura gobernase y necesitase el visto bueno de la Santa Fe. La carta está firmada por Luis Alberto de Prado y Cuenca, Secretario del Consejo de Castilla, que curiosamente aparece en la obra como amigo de Lope de Vega. También hay que mencionar que el Secretario de Estado de Cultura de España en la época en que se escribió el libro se llamaba Luis Alberto de Cuenca y Prado, lo que resulta una gran coincidencia.
"El segundo caballero era un secretario del Consejo de Castilla, por nombre don Luis Alberto de Prado, que era de Cuenca, tenía fama de hacer decentes versos y admiraba sobremanera a Lope." Página 53

## Personajes principales

### Diego Alatriste y Tenorio
Al capitán Alatriste le quieren tender una trampa para inculparle del asesinato del rey. El antiguo soldado de los tercios españoles debe dejar de visitar a su amante, puesto que el rey la pretende como suya. Pero el protagonista, que es muy testarudo, no cede, ya que es de lo poco que le queda. Es por esto que sus antiguos enemigos de las anteriores obras se quieren aprovechar de la situación. Vive de la espada, junto a Íñigo de Balboa, al que acogió cuando murió su camarada de batallas, Lope Balboa. Aun siendo soldado es bastante culto e intenta que Íñigo lo sea más, gastando parte de su poco dinero en su educación, en la que le ayudan algunos amigos suyos.

### Íñigo de Balboa y de Aguirre
Es el narrador de la obra y, junto a Alatriste, el protagonista. Su carácter responde al estereotipo del escudero de la Edad Media. Aventurero, con un futuro próximo como soldado, se encuentra en su etapa de adolescencia y abierto para aprender lo más posible con el capitán. Aunque cada vez la figura heroica de su amo se convierte más en la de alguien vulgar, y no está del todo de acuerdo con que siga visitando a la actriz, le sigue fielmente, ya que al él le pasa algo parecido: Está enamorado de Angélica de Alquézar, con la que tiene relación desde la primera entrega de la colección y es consciente de que su relación con ella le puede llevar a la muerte, aunque aun así le sigue los pasos a la joven. A la edad de dieciséis años ya es conocido del arte de las espadas, y en el pasado fue como acompañante de Alatriste a la guerra.

## Personajes secundarios

### Francisco de Quevedo Villegas
El famoso poeta es compañero de fatigas del capitán Alatriste. Debe crear una obra de teatro para los reyes, y su situación es complicada tras la huida de Alatriste, puesto que al tener el favor de la corte, no debe meterse en problemas para no perderlo. Sin embargo, le cree ciegamente sin dudar en ningún momento, y ayuda buenamente como puede. En la obra critica constantemente a su eterno enemigo,  Luis de Góngora.

### María de Castro
Posiblemente la actriz más famosa de España, es amante de Alatriste hasta que la pretende el rey, a quien tampoco rechaza. Su marido no le pone pegas, ya que saca gran tajada de sus escapadas nocturnas, en forma de dinero. Bella e inteligente, su relación con Alatriste no es simplemente por interés, sino que realmente muestra afecto por el Capitán.

### Rafael de Cózar
Rafael de Cózar es el marido de María de Castro. Actor de teatro, muy listo. Públicamente lleva con alegría los amores de su mujer, pero en una parte de la obra, en la que se encuentra borracho, demuestra que también, en cierta medida, está celoso.

### ReyFelipe IV
El monarca español, dado a las mujeres y a la caza, y despreocupado en los asuntos de Estado. Posesivo, tiene que conseguir lo que pretende, ya que es la persona más poderosa del mundo. Debido a su reinado, España deja de ser el gran país que había sido. Cuando intentan matarle, acepta su destino sin resignación, dando la cara, algo que parece difícil para alguien que lo tiene todo. Cuando Alatriste le salva, muestra admiración por él y ridiculiza a Guadalmedina para ensalzar la figura del antiguo soldado.

### Reina Isabel de Borbón
Únicamente interviene en la obra en las conversaciones con Quevedo para saber cómo va el transcurso de la obra "La espada y la daga". Sin embargo, su figura es importante porque los villanos pretendían dar a pensar que ella era la que había mandado el asesinato de su marido, debido a los celos, y así empezar una guerra con Francia.

### Álvaro de la Marca, conde de Guadalmedina
Antiguo soldado y en la actualidad compañero del rey, fue salvado por Alatriste en el pasado. Siempre le tiende la mano (le ayuda en la primera entrega de la saga Alatriste), hasta que se tiene que enfrentar con él debido a su cabezonería. Tras la batalla le pierde el respeto, pero al final le pide disculpas, viendo que se había equivocado.

### Gaspar de Guzmán, conde-duque de Olivares
El valido del rey, que lleva las riendas del país, aparece cuando Alatriste debe comparecer para salvar su pellejo, aunque luego éste es atrapado. Muy inteligente, habla con Íñigo hasta conseguir lo que quiere. No se deja engañar y tiene a raya a la iglesia, lo que le hace tener muchos enemigos. Admiraba al rey Álvaro Ibáñez

### Angélica de Alquézar
Sobrina de Luis de Alquézar, secretario real, quien tiende la trampa a Alatriste. Mantiene una tormentosa relación de amor-odio con Íñigo, al que de vez en cuando usa para acceder a sus amistades. Tras pasar una noche con él, apuñala a Íñigo cuando éste intenta irse en ayuda de Alatriste. Piel y ojos claros, que junto a su cabello rubio traen loco al joven Balboa.

### Gualterio Malatesta
El espadachín italiano es “el Alatriste malo”. Historias parecidas, y una disputa pendiente desde la primera novela, en la que Alatriste se negó a matar al futuro rey de Inglaterra. Ágil y astuto, respeta a su manera al capitán. Para él, ante todo, el trabajo. Los que mandan son los que dan el dinero, y hace lo que tiene que hacer sin rechistar, ya sea matar al rey. Al igual que Alatriste, prefiere morir antes de ir a la cárcel, donde finalmente acaba.

### Fray Emilio Bocanegra
El mandamás de la operación, que vio cómo Alatriste frustraba su intento de asesinar al futuro rey inglés. Odia tanto a Alatriste como a Balboa, al contrario que Malatesta, que intenta no molestar al joven. Ahora intenta asesinar al rey español, quien tiene a raya a la iglesia, y para ello se llevará todo lo que le pongan por delante.

### Lope de Vega
Su papel no es importante en la obra, pero ayuda a entender mejor cómo era la sociedad de sus tiempos, ya que con sus obras y su forma de ser da a conocer las costumbres de entonces. Es en su casa donde hay una de las conversaciones más instructivas sobre la época. Además nos da a conocer el problema de Lopito, su hijo, que dispondrá de su propia historia.

### Lopito de Vega
El hijo de Lope de Vega tiene al principio de la obra una pelea con Alatriste, en la que se mantienen las incógnitas de los nombres. La historia de Lopito consiste en su intento de casamiento con una joven dama, debido a la oposición del tío de ella. Alatriste y compañía le ayudan en una noche a llevársela de la casa, para posteriormente casarse con ella, sin que su tío pueda hacer nada.

### Caridad la Lebrijana
La dueña de la Taberna del Turco, y también dueña de la casa superior a la taberna, donde Íñigo y Alatriste viven. Ella está enamorada de Alatriste, pero él no la corresponde mientras tiene cosas mejores, como en este caso con María de Castro. Aun así ella le permite seguir viviendo en la casa que posee encima de la taberna, con sus más y sus menos. Quiere a Íñigo casi como a su propio hijo.

### Martín Saldaña
Compañero de Alatriste en Flandes, ahora es el teniente de alguaciles, y según dicen, gracias a los trabajos de su mujer a terceros. Mantiene su amistad con el capitán, pero el trabajo es el trabajo, y debe anteponerlo a la amistad. Tiene una pelea con Alatriste cuando llevan al soldado a la cárcel. Saldaña sale herido, y posteriormente tendrán un duelo “de honor”, en el que el teniente sale herido de gravedad. Aun así Alatriste muestra su afecto hacia su compañero de armas y no le deja tirado, sino que busca a alguien que le pueda ayudar.

### Bartolo Cagafuego
Cagafuego es un excompañero de Alatriste, que coincidieron una vez en la cárcel. Por ello este rufián le muestra gran afecto y cuando se lo encuentra no duda en prestarle ayuda. Posteriormente, en Sevilla, el capitán le contratará para un asunto librándole de trabajar en las galeras de esclavo. Por eso Cagafuego nunca le fallará.